# Daniel Sánchez Llibre
Daniel Sánchez Llibre (Vilasar de Mar, Barcelona, 22 de diciembre de 1950) es un empresario español y expresidente del RCD Espanyol. 

## Biografía
Hijo de Daniel Sánchez Simón (1920-21 de diciembre de 2002), fundador de Conservas Dani, S. A. U., y Carmen Llibre Clemente (1923-24 de diciembre de 2002) y hermano menor del político y también empresario Josep Sánchez Llibre.
De muy joven entra en el mercado laboral de mano de su padre tratando especias. En 1970 crearía su propia empresa, Daniel Sánchez, S. A., dedicada al ramo del envasado de especias. En 1985 compra la marca Dani, con la que en 1989 comienza a producir desde el extranjero con factorías en Chile, China y el Reino Unido. En 2000 su distribuidora pasa a llamarse Conservas Dani, S. A. U.. 

### Presidente del RCD Espanyol
Paralelamente a su vida empresarial, Daniel Sánchez Llibre fue elegido presidente del RCD Espanyol el 26 de junio de 1997, cediendo la presidencia el 12 de julio de 2011 al empresario catalán Ramon Condal. Como presidente consiguió reflotar al Espanyol de la gran crisis económica que vivió el club en los años 80 y 90, operación que pasó por la venta del estadio de Sarriá y la transformación del club en Sociedad Anónima Deportiva. Bajo su mandato, el Espanyol celebró su centenario, consiguió construir la Ciudad Deportiva Dani Jarque y un nuevo estadio entre Cornellá de Llobregat y El Prat de Llobregat llamado Estadio Cornellà-El Prat. 
La presidencia de Sánchez Llibre en el club tuvo tantos detractores como admiradores. En un principio, contó con la oposición del entonces máximo accionista de la sociedad, José Manuel Lara Bosch, y de una parte del accionariado que se juntó en una plataforma de respuesta llamada Espanyol 3.0. Por el contrario, su estilo caló hondo en el pequeño accionista, hecho que le hizo ganar una junta de accionistas el 26 de mayo de 2006 ante otro candidato, Claudio Biern Boyd, para seguir comandando el club perico.
A nivel deportivo durante su presidencia, el Espanyol consiguió dos Copas del Rey (2000 y 2006) y un subcampeonato de la Copa de la UEFA (2007).